# Novosad Island
Novosad Island ist eine kleine und vereiste Insel vor der Pennell-Küste des ostantarktischen Viktorialands. Sie gehört zu den Lyall-Inseln und liegt 6 km nordnordöstlich des Kap Hooker vor der Einfahrt zur Yule Bay.
Der United States Geological Survey kartierte sie anhand eigener Vermessungen und Luftaufnahmen der United States Navy aus den Jahren von 1960 bis 1963. Das Advisory Committee on Antarctic Names benannte sie 1970 nach Leutnant Charles Louis Novosad Jr. (1930–2008), Arzt auf der Naval Air Facility am McMurdo-Sund im Jahr 1957.